# Szerab Gjaltsen Rinpocze
Maniwa Lama Sherab Gyaltsen Rinpoche – nauczyciel buddyjski, lama linii karma kagyu buddyzmu tybetańskiego.
Wyświęcony został w klasztorze Rumtek przez XVI Karmapę. Był wyjątkowo zdolnym uczniem. Opanował wszystkie aspekty tradycyjnych studiów buddyjskich, od sutr i tantr, przez rytuały i muzykę, aż po sztukę i kompozycję. Rinpocze znany jest ze swojej olbrzymiej wiedzy i głębokiej realizacji. Nazywany jest tytułem „Maniła”, oznaczającym mistrza, który wykonywał praktykę Buddy Kochające Oczy i powtórzył miliard mantr w medytacji.
Rinpocze prowadzi regularnie trzyletnie odosobnienia dla mnichów w ośrodku Pharping. Kieruje klasztorem dla setki mniszek który wybudował w zachodnim Katmandu. Prowadzi również budowę nowego klasztoru dla mnichów we wschodnim Katmandu. Kilka razy w roku prowadzi praktyki niungne oraz Czenrezig w swoim klasztorze w Swayambhunath, a uczestniczą w nich tysiące uczniów. Na przestrzeni wielu lat dzięki praktyce zgromadzono tam 15 miliardów mantr Kochających Oczu. Jego styl nauczania jest głęboki, przystępny i bezpośredni, a nauki zabarwione są dużą dozą humoru, praktycznych porad i opowieściami.
W roku 2006 Szerab Gjaltsen Rinpocze odwiedził wiele ośrodków buddyzmu Diamentowej Drogi w Europie, gdzie udzielił nauk oraz inicjacji. W Warszawie poprowadził cykl wykładów na temat metod rozwoju motywacji bodhisattwy (tyb. lodziong).